# 黄孟正
黄孟正（1958年9月30日—），日本棋院所屬的圍碁棋士。臺灣出身。入門於富田忠夫名譽九段。門下還有謝依旻。興趣是網球。

## 生平
黃孟正9歲便對圍棋產生興趣，12歲時正式學棋並拜師於陳伯謙門下。之後，他在一年內從九級升階為二段，並贏得中南部十一縣市圍棋大賽、獅子杯、扶輪杯，以及市長杯等比賽冠軍。
他於1972年透過中國圍棋會的安排，獲得了日本棋院的海外青少年棋士獎學金及赴日學棋的機會。隔年到了日本，他師從富田忠夫，同時也接受林海峰及石田秀芳的指導。

## 下棋成績
- 1973年（昭和48年） ，來到日本、日本棋院的院生
- 1976年（昭和51年） ，被授與段。
- 1981年（昭和56年），五段。
- 1984年（昭和59年），六段。
- 1987年（昭和62年），七段。
- 1989年（平成元年），八段。
- 1999年（平成11年） ，完成400勝。
- 2006年（平成18年），九段。
- 2007年（平成19年），完成500勝。

## 外部連結
- 日本棋院の黄 孟正 紹介ページ （页面存档备份，存于）